# یوسف ترابی
یوسف ترابی (انگلیسی: Youssef Tourabi؛ زادهٔ ۱۸ آوریل ۱۹۸۹) بازیکن فوتبال اهل مراکش است.
از باشگاه‌هایی که در آن بازی کرده‌است می‌توان به باشگاه فوتبال الوداد کازابلانکا، باشگاه فوتبال ارتش سلطنتی مراکش، باشگاه فوتبال المپیک اسفی، و باشگاه فوتبال قنیطره اشاره کرد.
وی همچنین در تیم‌های ملی فوتبال زیر ۲۰ سال مراکش و مراکش بازی کرده‌است.